# Dean Heffernan
Dean Heffernan (* 19. Mai 1980 in Sydney) ist ein ehemaliger australischer Fußballspieler.
Über die Wollongong Wolves und Sydney United wechselte er mit der Gründung der australischen A-League zu den Central Coast Mariners. In der Saison 2005/06 war er Stammspieler und erzielte als linker Verteidiger acht Tore.
Von den Mariners, die in dieser Saison Vizemeister wurden, wurde er zusammen mit seinem Abwehrkollegen Michael Beauchamp für ein Jahr an den 1. FC Nürnberg in die Bundesliga ausgeliehen, kam dort allerdings nicht zu einem Bundesligaeinsatz. Zur Saison 2007/08 kehrt er daher zurück zu den Mariners, bei denen er einen Vertrag bis 2010 unterzeichnete. In der Saison erreichte er mit den Central Coast erneut das Finale der A-League, verlor aber wieder mit 0:1, diesmal aber gegen die Newcastle United Jets. Im Januar 2010 wechselte er zu den Melbourne Heart, ging aber auf Leihbasis zum englischen Drittligisten Huddersfield Town, womit er nach Europa zurückkehrte. Mit dem Wechsel erhoffte er sich, die Chancen auf eine Nominierung zur WM 2010. Ab 2010 spielte Heffernan fast ausschließlich in Australien, wo er seine Spielerkarriere auch im Jahr 2016 beendete.

## Statistik
Titel / Erfolge
- Vizemeister in der australischen A-League mit den Central Coast Mariners (2006 und 2008)